# Armoriale delle famiglie italiane (Ber)
Questo è l'armoriale delle famiglie italiane il cui cognome inizia con le lettere Ber.

## Armi

### Bera
| Stemma | Casato e blasonatura |
| ------ | --- |
|        | Berard d'Illins (Brianzonese) Titolo: consignori di Bardonecchia, Nevâche (?) Partito, d'azzurro al leone coronato d'oro e di verde alla pantera d'argento, affrontati (citato in (17)) |
|        | Berarda o Berardo (Ovada) Troncato: nel 1° d'oro, all'aquila col volo abbassato di nero e coronata di rosso; nel 2° d'argento, a tre bande di rosso (citato in (33)) |
|        | Berardelli (Abruzzo) (la blasonatura non è stata ancora caricata) (citato in DAlena) |
|        | Berardeschi (Colle) D'argento, alla testa e collo di cavallo di rosso, imbrigliato d'oro (citato in (15)) |
|        | Berardi (Arezzo) d'oro alla banda d'azzurro accompagnata in capo da una testa di leone al naturale, linguata di rosso, e in punta da una conchiglia concava al naturale (citato in (4) – Vol. II pag. 42) alias D'oro, alla banda d'azzurro accompagnata in capo da una testa di leone al naturale e in punta da una conchiglia rovesciata dello stesso (citato in (15)) |
|        | Berardi (Roma) troncato: nel 1º d'azzurro all'aquila di nero coronata d'oro; nel 2º un mare d'argento ombrato di verde attraversato da 3 sbarre fatte a guisa di scogli, alla fascia d'oro attraversante sulla partizione (citato in (4) – Vol. II pag. 42) |
|        | Berardi (Firenze, Pistoia) D'azzurro, alla banda d'oro caricata di un filetto ondato di rosso, e accostata da due bande diminuite d'argento (citato in (15)) (DE) In Blau 3 Schrägbalken, der mittlere golden und belegt mit 1 roten Wellenschrägleiste, die äußeren silbern (citato in (21)) |
|        | Berardi (Firenze) banda innestata di oro e di rosso su azzurro affiancata da - 2 cotisse (banda ridotta di spessore) di argento su azzurro (citato in LEOM) |
|        | Berardi (Toscana) (DE) In Blau 3 Schrägbalken, der mittlere rot und belegt mit 3 goldenen Scheiben, die äußeren silbern (citato in (21)) |
|        | Berardi (Cagli) (la blasonatura non è stata ancora caricata) (citato in DAlena) |
|        | Berardi (Marsica) (la blasonatura non è stata ancora caricata) (citato in DAlena) |
|        | Berardi (Saluzzo, Dronero) Titolo: signori di Cartignano, San Damiano; consignori di Barge, Demonte, Romanisio, Vinadio Trinciato di rosso e d'argento, alla banda d'azzurro alias Trinciato di rosso e d'argento, alla banda d'azzurro, con il capo di Roma (citato in (17)) |
|        | Berardi (Puget) Titolo: signori di Santa Margherita D'argento, al decusse accantonato in capo da una torre, ai fianchi e in punta da tre rose, il tutto di rosso (citato in (17)) |
|        | Berardi (Susa) Titolo: consignori di Altessano, S. Paolo di Barcellonette D'argento, alla fascia di rosso, carica di tre trifogli d'oro (citato in (17)) |
|        | Berardi (Roma) riccio al naturale su fascia di oro su troncato di azzurro e di verde - aquila al naturale coronata di oro su azzurro - 3 bande ondate di argento su verde (citato in LEOM) |
|        | Berardi (Cesena) (la blasonatura non è stata ancora caricata) (citato in BLCW) Immagine in Blasone Cesenate. |
|        | Berardini (Rimini, Pesaro-Urbino e Ancona) Titolo: Consoli di Rimini, conti di Pesaro, signori di Sassocorvaro, cavalieri, predicato "di San Marino" Scaglionato d'argento e d'azzurro (citato in (34)) |
|        | Berardius (Firenze) (la blasonatura non è stata ancora caricata) (citato in UNFE) Immagine nella Biblioteca Estense Universitaria (id. 7486). |
|        | Berarducci (Abruzzo) (la blasonatura non è stata ancora caricata) (citato in DAlena) |
|        | Beraudi (Nizza) (la blasonatura non è stata ancora caricata) (citato in DAlena) |
|        | Beraudo (Torino) Titolo: conte di Pralormo di rosso a tre colombe d'argento; col capo di azzurro, cucito, carico di una stella d'oro (citato in (4) – Vol. II pag. 42, in (17) e in (25)) Cimiero: colomba di argento, tenente col becco un ramoscello d'olivo Motto: Puritas et veritas |
|        | Beraudo o Beraud (Barcellonetta) Titolo: conte di Pralormo di rosso, a tre colombe d'argento; col capo d'azzurro, cucito, carico di una stella d'oro (citato in (25)) alias partito: al 1º d'azzurro alla stella d'oro e troncato di rosso a tre merlotti di argento, rivoltati, al 2º inquartato al 1º e 4º fusato d'oro e d'azzurro, al 2º e 3º di rosso (per S. Martino); sul tutto d'argento, allo scoiattolo (pron) seduto, sostenuto di verde, colla campagna cucita di rosso, carica del segno dei cavalieri legionari (arma napoleonica) (citato in (25)) Cimiero: colomba d'argento, tenente col becco, un ramoscello d'olivo Motto: Puritas et veritas |

### Berc
| Stemma | Casato e blasonatura |
| ------ | --- |
|        | Berci (Pisa) Di rosso, all'albero sradicato al naturale, sinistrato da un leone d'oro appoggiato al tronco (citato in (15)) |
|        | Berciagli (Firenze) Trinciato d'oro e d'azzurro, al leone attraversante di rosso (citato in (15)) |
|        | Bercich (Zara, Fiume, Budapest) Titolo: Nobile col predicato di Gornje Selo (Gornieselo) partito: a) d'azzurro alla figura ritta di Temi vestita d'argento, con gli occhi bendati, tenente con la mano destra una spada, con la punta a terra e con la sinistra una bilancia a bilico, il tutto d'argento; b)di rosso a cinque stelle (5) d'oro, poste in banda ed affiancate da due filetti d'argento (citato in (4) – Vol. II pag. 43) figura di Temi con occhi bendati vestita di argento spada in destra bilancia in sinistra su azzurro - 5 stelle (5 raggi) di oro poste in banda racchiuse da una gemella in banda di argento su rosso (citato in LEOM) Cimiero: tre penne di struzzo, d'azzurro, di argento e di nero |

### Berd
| Stemma | Casato e blasonatura |
| ------ | --- |
|        | Berdani o Brendani o Brancosi (Contrade, Venezia) (la blasonatura non è stata ancora caricata) (citato in UNFE) Immagine nella Biblioteca Estense Universitaria (id. 5763). |
|        | Berdini (Sarteano) (la blasonatura non è stata ancora caricata) (citato in BNDD) Immagine ne L'araldica sarteanese nei secoli.                                              |

### Bere
| Stemma | Casato e blasonatura |
| ------ | --- |
|        | Berengani (Venezia) (la blasonatura non è stata ancora caricata) (citato in UNFE) Immagine nella Biblioteca Estense Universitaria (id. 4581). |
|        | Berengani (la blasonatura non è stata ancora caricata) (citato in UNFE) Immagine nella Biblioteca Estense Universitaria (id. 4734). |
|        | Berengario (Molise) Inquartato: nel 1° e 4° d'oro al pendente di un lambello d'azzurro; nel 2° e 3° d'argento alla torre di rosso aperta d'oro (citato in DAlena) |
|        | Bérenger o Béranger o Berengari (Nizzardo) Titolo: visconti di Demonte; signori di Rocchetta del Varo; consignori di Centallo, Roccasparvera Grembiato, d'oro e d'azzurro (citato in (17)) |
|        | Berenger (Molise) Grembiato d'oro e d'azzurro (citato in DAlena) |
|        | Berengi (Iesolo, Venezia) (d'argento, alla banda di rosso) (citato in UNFE) Immagine nella Biblioteca Estense Universitaria (id. 5735). |
|        | Berengo (Aquileia, Venezia) (d'argento, alla banda di rosso) (citato in UNFE) Immagine nella Biblioteca Estense Universitaria (id. 7188). |
|        | Beretta (Milano, Udine) Titoli: Nobile, Conte di Colugna d'azzurro, all'albero piantato su un colle e sostenuto da due cervi salienti ed affrontati, il tutto al naturale; al capo d'oro all'aquila bicipite di nero coronata d'oro su ambedue le teste (citato in (4) – Vol. II pag. 43) |
|        | Beretta (Milano) partito d'oro: il 1º al castello di rosso, merlato alla ghibellina, aperto del campo, fondato sulla pianura di verde e sormontato da una berretta di nero, cimata di fiocco a pennello; il 2º alla grue d'argento colla sua vigilanza membrata e beccata di rosso; ferma sulla vetta superiore di un monte d'oro di tre cime: il tutto sotto un capo d'argento all'aquila di nero, armata e membrata di rosso (citato in (4) – Vol. II pag. 44 e in DAlena) castello (2 torri) alla ghibellina di rosso su terrazzo di verde su oro - berretto di nero cimato da pennello dello stesso su oro - gru con la sua vigilanza di argento su monte a 3 cime di oro uscente dalla punta su azzurro - aquila di nero su argento in capo (citato in LEOM) Motto: Fidenti sperata succedunt |
|        | Beretta o Berretta (Ceva) Titolo: baroni di Cervignasco Troncato, al 1° d'azzurro, a tre stelle d'oro, ordinate in fascia, al 2° d'argento, a tre berrette da prete, male ordinate (di nero?) (citato in (17)) |
|        | Beretta o Berretta (Virle) Troncato di rosso e di verde, alla quercia troncata di verde e d'argento, attraversata sul tronco da un porco di nero, dentato e unghiato d'argento, con il capo d'oro, carico di un'aquila di nero (citato in (17)) |
|        | Beretta della Torre (Tagliuno, Villongo (Bergamo), Pavia) di azzurro, all'albero nodrito nella pianura erbosa, al porco passante ed attraversante il tronco, al naturale; col capo d'argento, carico di un'aquila di nero, coronata di oro (citato in (4) – Vol. II pag. 44 e in (17)) (Immagine nella Raccolta stemmi Trippini (JPG).) |

### Berg
| Stemma | Casato e blasonatura |
| ------ | --- |
|        | Berga (Carmagnola) D'azzurro, a tre bande d'oro, con il capo d'azzurro, cucito, carico di tre rombi, d'oro (citato in (17)) |
|        | Berga (Torino) Titolo: consignori di Borgaro D'azzurro, a tre bande d'oro, con il capo d'azzurro, cucito, carico di tre rombi, d'oro (citato in (17)) |
|        | Bergami o Bergomi (Bergamo) Titolo: conti di Inverso Pinasca D'argento, al libro chiuso, di rosso, con il taglio del campo, con il capo d'oro, carico di un'aquila di nero (citato in (17)) |
|        | Bergami (Modena, Ferrara) (la blasonatura non è stata ancora caricata) (citato in UNFE) Immagine nella Biblioteca Estense Universitaria (id. 692 e id.3745 e id. 1596). |
|        | Bergamini (Carrara) d'oro alla banda di rosso accompagnata da 2 stelle di otto raggi dello stesso, una in capo e una in punta (citato in (4) – Vol. II pag. 45) |
|        | Bergamini (Pisa) Troncato: nel 1º d'azzurro, alla stella a otto punte d'oro; nel 2º d'argento, al ramo di rosaio al naturale fiorito di un pezzo di rosso; con la fascia di rosso passata sulla troncatura e caricata di tre diamanti d'oro (citato in (15)) (DE) Durch 1 mit 3 goldenen Querschindeln belegten roten Balken geteilt: Oben in Blau 1 achtstrahliger Stern, unten in Silber 1 natürliche rote Rose (citato in (21)) |
|        | Bergati (Modena, Ferrara) (la blasonatura non è stata ancora caricata) (citato in UNFE) Immagine nella Biblioteca Estense Universitaria (id. 621). |
|        | Bergati (Modena) (la blasonatura non è stata ancora caricata) (citato in UNFE) Immagine nella Biblioteca Estense Universitaria (id. 1515). |
|        | Bergera (Savigliano, Torino) Titolo: conti di Brassicarda, Marene; baroni di Cly; signori di Beinasco, Piobesi; consignori di Cavallerleone, Villarbasse D'oro, alla banda d'azzurro, carica di tre conchiglie rovesciate, d'argento alias Inquartato di Bergera e di Fabri alias D'argento, alla banda di rosso, carica di tre conchiglie rovesciate, d'oro Motto: Sic fata vocant (citato in (17))                               |
|        | Berghini (Sarzana) di azzurro a due bande di rosso, accostate da tre stelle ordinate in palo, poste l'una in capo, l'altra in cuore fra le due bande, la terza in punta (citato in (4) – Vol. II pag. 45) |
|        | Bergogni o Bergagni o Bergagna (Asti) Titolo: consignori di Priocca, Serravalle (?) D'azzurro, alla banda di rosso, cucita, carica di tre rose d'argento (citato in (17)) |
|        | Bergognini o Bergognini (Asti, Vigone) Titolo: consignori di Villar Almese, Cantogno Inquartato d'argento e di rosso (citato in (17)) |
|        | Bergoli (Modena, Ferrara) (la blasonatura non è stata ancora caricata) (citato in UNFE) Immagine nella Biblioteca Estense Universitaria (id. 680). |
|        | Bergoli (Modena) (la blasonatura non è stata ancora caricata) (citato in UNFE) Immagine nella Biblioteca Estense Universitaria (id. 1589). |
|        | Bergolli (la blasonatura non è stata ancora caricata) (citato in UNFE) Immagine nella Biblioteca Estense Universitaria (id. 3733). |
|        | Bergomozi (Modena, Ferrara) (la blasonatura non è stata ancora caricata) (citato in UNFE) Immagine nella Biblioteca Estense Universitaria (id. 686). |
|        | Bergomozi (Modena) (la blasonatura non è stata ancora caricata) (citato in UNFE) Immagine nella Biblioteca Estense Universitaria (id. 1328). |
|        | Bergomozzi (la blasonatura non è stata ancora caricata) (citato in UNFE) Immagine nella Biblioteca Estense Universitaria (id. 3739). |
|        | Bergoni (Savigliano) D'azzurro, allo scaglione accompagnato in capo da due stelle (6), in punta da una lettera B, il tutto d'oro (citato in (17)) |
|        | Bergonzi (Parma) fascia di rosso accompagnata da 3 lune montanti di argento poste 2,1 su azzurro (citato in LEOM) alias fascia di nero accompagnata da 3 lune montanti dello stesso poste 2,1 su oro (citato in LEOM) |
|        | Bergonzini (Modena, Ferrara) (la blasonatura non è stata ancora caricata) (citato in UNFE) Immagine nella Biblioteca Estense Universitaria (id. 685). |
|        | Bergonzini (la blasonatura non è stata ancora caricata) (citato in UNFE) Immagine nella Biblioteca Estense Universitaria (id. 3738). |
|        | Bergonzini (Modena) (la blasonatura non è stata ancora caricata) (citato in UNFE) Immagine nella Biblioteca Estense Universitaria (id. 1486). |

### Beri
| Stemma | Casato e blasonatura |
| ------ | --- |
|        | Beria (Torino) Titoli: Conte di Sale, Conte di Argentine di rosso, allo scaglione d'argento; col capo d'azzurro, cucito, carico di una stella d'oro Cimiero: stella d'oro (citato in (4) – Vol. II pag. 45 e in (17)) |
|        | Berignalli (Firenze) Di..., alla fascia diminuita di..., accompagnata da tre semivoli abbassati di..., 2.1 (citato in (15)) |
|        | Berioli (Città di Castello) banda di rosso su azzurro - 2 chiocciole di argento poste in sbarra su azzurro (citato in LEOM) |
|        | Beriguardi (Firenze) D'oro, all'aquila dal volo abbassato di nero, sostenuta dal terreno al naturale; cappato d'azzurro, a due soli d'oro alias D'oro, all'aquila dal volo abbassato di nero, sostenuta da un monte di sei cime di...; cappato d'azzurro, a due soli d'oro alias D'oro, all'aquila dal volo spiegato di nero, sostenuta dal terreno al naturale; cappato d'azzurro, a due soli d'oro alias D'oro, all'aquila dal volo spiegato di nero, sostenuta da un monte di sei cime di...; cappato d'azzurro, a due soli d'oro (citato in (15)) |
|        | Berindelli (Pescia) Di..., al leone di... (citato in (15)) |
|        | Beringhieri (Firenze) D'azzurro, alla croce d'argento; sul tutto di rosso, al leone d'oro (citato in (15)) |
|        | Beriso (Genova) Grifone (citato in DAlena) |
|        | Beritelli e Beritella e Berrittella (Nicosia, Palermo) Titolo: barone di Malpertuso; nobile dei baroni di Malpertuso d'azzurro, al leone rampante di oro coronato dello stesso, impugnante un ramoscello fiorito, guardante il sole d'oro, orizzontale a destra (citato in (4) – Vol. II pag. 46, in Mango e in (29)) Notizie storiche in Famiglie nobili di Sicilia. |
|        | Beritelli (Nicosia, Palermo) leone rampante coronato di rosso compasso aperto punte in alto in destra su azzurro - cometa in palo di oro sole di oro uscente da cantone destro alto su azzurro (citato in LEOM) |

### Berl
| Stemma | Casato e blasonatura |
| ------ | --- |
|        | Berlan de Buitron (Abruzzo) Di rosso alla torre d'argento sormontata da un braccio in completa armatura, impugnante una spada sguainata (citato in DAlena) |
|        | Berlandini (Cesena) (la blasonatura non è stata ancora caricata) (citato in BLCW) Immagine in Blasone Cesenate. |
|        | Berlendi (la blasonatura non è stata ancora caricata) (citato in UNFE) Immagine nella Biblioteca Estense Universitaria (id. 4582). |
|        | Berlia (Racconigi) Titolo: conte di Ferrera, Magnano, Piè di Lirano, Vasone D'azzurro, alla banda d'argento, carica di tre piedi di bue di rosso, accompagnata in capo da un sole d'oro (citato in (17) e in (25)) Cimiero: aquila di nero, nascente Motto: Virtute duce |
|        | Berlingeri o Berlinghieri (Nizza) Titolo: signori di Antignano, Vaglierano Troncato, al 1º d'azzurro, al pellicano d'argento, al 2º di rosso, alla banda d'oro, carica di tre trifogli di verde Motto: Ipsi soli (citato in (17)) |
|        | Berlingeri o Berlingieri (Crotone) 3 bande abbassate scaccate di argento e di rosso (2 file) su argento - lambello (3 gocce) di rosso su argento in alto a destra (citato in LEOM) |
|        | Berlingeri o Berlingieri (Napoli, Roma, Crotone) 3 sbarre ondate scaccate di argento e di rosso (2 file) abbassate su argento - lambello (3 gocce) di rosso su argento in alto (citato in LEOM) |
|        | Berlingieri o Berlingerio (Napoli, Messina) d'azzurro, alla croce d'argento (citato in Mango) |
|        | Berlinghieri (Siena) D'azzurro, alla testa di leone d'oro sormontata dal capo cucito d'Angiò (citato in (15)) alias D'azzurro, alla testa di leone d'oro sormontata dal capo cucito d'Angiò, il tutto abbassato sotto il capo dell'Impero (citato in (15)) d'azzurro alla testa di leone d'oro sormontata da tre gigli d'oro posti tra i quattro pendenti di un lambello di rosso, al capo d'oro caricato di un'aquila di nero Motto: Parvi pendentes me contemno (citato in (4) – Vol. II pag. 46) |
|        | Berlinghieri (Firenze) D'argento, allo scaglione d'azzurro (citato in (15)) (DE) In Silber 1 blauer Sparren (citato in (21)) alias D'argento, allo scaglione d'azzurro sormontato da un lambello a tre pendenti di rosso (citato in (15)) (DE) In Silber 1 erniedrigter blauer Sparren, oben begleitet von 1 dreilätzigen roten Turnierkragen (citato in (21)) alias D'argento, allo scaglione d'azzurro sormontato da un lambello a quattro pendenti di rosso (citato in (15)) (DE) In Silber 1 erniedrigter blauer Sparren, oben begleitet von 1 vierlätzigen roten Turnierkragen (citato in (21)) alias D'argento, allo scaglione d'azzurro sormontato da un lambello a cinque pendenti di rosso (citato in (15)) alias D'argento, allo scaglione d'azzurro sormontato da un lambello a sei pendenti di rosso (citato in (15)) |
|        | Berlinghieri (Firenze) D'argento, al ciclamoro di rosso (citato in (15)) (DE) In Silber 1 roter Ring (citato in (21)) |
|        | Berlinghieri o Berlinghieri di Ser Francesco (Toscana) (DE) Unter rotem Schildhaupt, darin 2 silberne Rosen balkenweise, ledig blau (citato in (21)) |
|        | Berlinghieri (Cesena) (la blasonatura non è stata ancora caricata) (citato in BLCW) Immagine in Blasone Cesenate. |
|        | Berlingieri (Cotrone, Napoli, Roma) Titolo: marchese, nobile di Cotrone, col predicato dei marchesi di Valle Perrotta d'argento a tre bande scaccate d'argento e di rosso, accompagnate nel capo d un lambello a tre pendenti del medesimo (citato in SPRE – Vol. II pag. 47 e in PRTS) alias d'azzurro a tre bande scaccate d'argento e rosso, accompagnate ne capo da un lambello rosso a tre pendenti (citato in NBNA) Notizie storiche in Nobili napoletani. |
|        | Berlinguer (Sassari, Roma, Siena) di azzurro sparso di stelle di argento, al braccio destro armato, movente dal fianco destro dello scudo ed impugnante un ramo di olivo al naturale, con un sole d'oro, orizzontale, nell'angolo destro del capo e la campagna pure d'oro (citato in (4) – Vol. II pag. 47) D'azzurro seminato di stelle d'argento, al destrocherio armato movente dal fianco destro dello scudoed impugnante un ramo d'olivo al naturale con un sole d'oro orizzontale nell'angolo destro del capo e la campagna pure d'oro (citato in DAlena) |
|        | Berlizzani Asinelli (Firenze) D'azzurro, al massacro di cervo d'argento (citato in (15)) |

### Berm
| Stemma | Casato e blasonatura |
| ------ | --- |
|        | Bermond (Oulx) D'azzurro, al crescente d'argento, con il capo dello stesso, carico di tre stelle di nero (citato in (17)) |
|        | Bermond (Oulx) D'oro, al cuore infiammato, di rosso Motto: A coeur ouvert (citato in (17)) |
|        | Bermondi (Genova, Porto Maurizio) Titolo: Nobile dei Conti troncato: al 1º di rosso, alla banda d'argento, carica di tre crocette potenziate, d'azzurro; al 2º d'azzurro, al monte d'argento, roccioso, uscente dalla punta dello scudo, sormontato da tre stelle, d'oro, ordinate in fascia (citato in (4) – Vol. II pag. 47 e in (17)) |
|        | Bermondi o Belmondo (Giaglione) Titolo: signori di Chiavrie, Giaglione e Foresto D'oro all'orso di rosso, ritto, armato di spada, pendente da un budriere, accollato in banda, il tutto d'argento (citato in (17)) |
|        | Bermondi o Belmondi (Nizza) Titolo: consignori di Castelnuovo D'oro, a tre pali d'azzurro (citato in (17)) |
|        | Bermudez de Castro e Bermudez de Castro di Santa Lucia (Napoli, Spagna, Inghilterra) Titolo: duca di Ripalda, duca di Santa Lucia scaccato di oro e di nero di quindici pezzi con la bordura di argento caricata da una catena d'azzurro (citato in (4) – Vol. II pag. 48 e in (18))                                                     |

### Bern
| Stemma | Casato e blasonatura |
| ------ | --- |
|        | Berna (Napoletano) (la blasonatura non è stata ancora caricata) (citato in (22)) |
|        | Bernabei (Firenze) Troncato: nel 1º d'oro pieno; nel 2º di nero, a due fasce ondate d'oro (citato in (15)) |
|        | Bernabei (Ancona) leone rampante troncato di oro e di azzurro su troncato di azzurro e di oro - capo d'Angiò (citato in LEOM) |
|        | Bernabovi o Bernabò (Tortona) D'azzurro, al drago alato d'oro, linguato di rosso, sostenuto da un terreno di verde (citato in (17)) |
|        | Bernacci (Grosseto) Troncato: nel 1º d'oro, al busto di carnagione vestito di rosso nascente dalla troncatura e con la testa barbuta di profilo, coperta da un cappuccio di nero sostenuto da una corona radiata d'oro; nel 2º d'azzurro, alla torre di rosso (citato in (15)) |
|        | Bernadigio (la blasonatura non è stata ancora caricata) (citato in DAlena) |
|        | Bernagani (Venezia) Leone leopardito (citato in DAlena) |
|        | Bernago (Milano) troncato: il 1º d'oro all'aquila di nero; il 2º di argento a due sbarre di azzurro colla B d'oro, attraversante Cimiero: l'aquila di nero, nascente (citato in (4) – Vol. II pag. 48) |
|        | Bernard de la Tourette (Oulx) D'azzurro, a tre torri d'argento, 2, 1 (citato in (17)) |
|        | Bernardelli (Siena) Inquartato d'oro e d'azzurro, a quattro gigli dell'uno nell'altro (citato in (15)) |
|        | Bernardi (Ambivere (Bergamo)) fasciato di rosso e d'oro, al leone del secondo, col capo d'oro, carico di un'aquila di nero, coronata del campo Cimiero: il leone d'oro nascente Motto: Fortis et patiens (citato in (4) – Vol. II pag. 49) |
|        | Bernardi (Venezia, Follina) d'azzurro al pino sradicato al naturale sostenuto da due braccia vestite di rosso moventi da ciascun lato dello scudo Motto: Os tot ni lineas habet quot stemma refulget (citato in (4) – Vol. II pag. 49) |
|        | Bernardi (Firenze) D'azzurro, all'albero reciso d'oro, sostenuto da due bracci di carnagione vestiti di rosso, controuscenti dai fianchi dello scudo (citato in (15)) (DE) In Blau 1 aus dem rechten Schildrand hervorkommender rot bekleideter und silbern gestulpter Rechtarm und 1 aus dem linken Schildrand hervorkommender rot bekleideter und silbern gestulpter Linkarm, 1 goldenen Laubbaum haltend (citato in (21)) alias D'azzurro, a tre rametti impugnati di verde, sostenuti da due bracci di carnagione vestiti di rosso, controuscenti dai fianchi dello scudo (citato in (15)) alias D'azzurro, a tre rametti impugnati di verde fioriti ciascuno di un pezzo d'argento, sostenuti da due bracci di carnagione vestiti di rosso, controuscenti dai fianchi dello scudo (citato in (15))                                                                    |
|        | Bernardi (Lucca) D'azzurro, a due mazze decussate d'oro, legate da una catena dello stesso (citato in (15)) |
|        | Bernardi (Pisa) Inquartato decussato: nel 1º e 4º di rosso, al corno da caccia di nero, legato d'oro; nel 2º e 3º d'argento, al ramo di rosaio al naturale, fiorito di un pezzo di rosso; con la croce di sant'Andrea d'oro passata sulla partizione (citato in (15)) alias (DE) Durch 1 goldenes Schrägkreuz rot-silber schräggeviert, im oberen Platz 1 rotbebandetes schwarzes Jagdhorn, im linken 1 natürliche Rose (citato in (21)) |
|        | Bernardi e Bernardi Megliani (Gambasca) Partito d'azzurro e d'argento, il primo alla lettera B, d'oro, fiorita, il secondo all'albero nutrito nella pianura, di verde, fruttato d'oro (citato in (17)) |
|        | Bernardi (Busca) Titolo: conte di Monasterolo; signore di S. Giovanni di Pinerolo, Monasterolo Di rosso, alla sfera del fuoco, d'oro, posta in fascia concava, abbassata, sormontata da una stella (8) posta sotto una mezzaluna rovesciata, il tutto d'argento (citato in (17) e in (25)) Motto: Omnibus invigilat |
|        | Bernardi (Aosta) Di rosso, alla casa d'argento (citato in (17)) |
|        | Bernardi o Benadi o Magi o Maggii (Venezia, Musestre) cinque punti d'argento equipollenti a quattro di nero, il tutto trinciato di rosso (citato in UNFE e in TEAR) |
|        | Bernardi (Toscana) (DE) In Gold 1 Paar rotbekleideter Treuhände, 3 garbenweise gestellte silberne Zweige haltend (citato in (21)) |
|        | Bernardi (Toscana) (DE) In Blau 1 silbernes Lamm? (citato in (21)) |
|        | Bernardi (Copparo, Perugia) aquila di nero coronata di oro su oro - 2 losanghe di nero appuntate in banda sull'argento del trinciato di argento e di rosso (citato in LEOM) |
|        | Bernardi (Cesena) (la blasonatura non è stata ancora caricata) (citato in BLCW) Immagine in Blasone Cesenate. |
|        | Bernardi (Piacenza, Venezia) (la blasonatura non è stata ancora caricata) (Immagine nella Raccolta stemmi Topoguz.) |
|        | Bernardi (Modena, Ferrara) (la blasonatura non è stata ancora caricata) (citato in UNFE) Immagine nella Biblioteca Estense Universitaria (id. 652). |
|        | Bernardi (Modena) (la blasonatura non è stata ancora caricata) (citato in UNFE) Immagine nella Biblioteca Estense Universitaria (id. 3687). |
|        | Bernardi (Modena) (la blasonatura non è stata ancora caricata) (citato in UNFE) Immagine nella Biblioteca Estense Universitaria (id. 1579). |
|        | Bernardini (Lucca) di rosso alla croce di S. Andrea d'oro caricata in abisso di un crescente di azzurro (citato in (4) – Vol. II pag. 49) (Immagine nella Raccolta stemmi Trippini (JPG).) Cimiero: testa di moro |
|        | Bernardini (Lucca) (di rosso alla croce di S. Andrea d'argento caricata in abisso di un crescente di azzurro) (Immagine nella Raccolta stemmi Topoguz.) |
|        | Bernardini Inquartato: nel 1º e 4º d'oro, all'aquila coronata di nero, nel 2º e 3º d'azzurro, alla rovere coi rami passati in doppia croce di S. Andrea, sradicata e ghiandifera, d'oro; e alla fascia in divisa d'azzurro, caricata di tre stelle (6) d'oro, attraversante sopra il tutto (citato in (6) – pag. 161) alias Inquartato: nel 1º e 4º d'oro, all'aquila spiegata di nero coronata dello stesso, nel 2º e 3º d'azzurro, alla rovere coi rami passati in doppia croce di S. Andrea, sradicata e ghiandifera, d'oro; e alla fascia in divisa d'azzurro, caricata di tre stelle (8) d'oro, attraversante sopra il tutto (citato in Pietramellara, vol. I, pag. 67, immagine in Rust, Bernardini (PDF).) |
|        | Bernardini (Firenze) Di..., al destrocherio reciso di carnagione, impugnante una freccia cadente di... (citato in (15)) |
|        | Bernardini (Lucca) Di rosso, alla croce di sant'Andrea d'argento, caricata di un crescente montante d'azzurro (citato in (15)) |
|        | Bernardini (Pescia) D'oro, alla croce di sant'Andrea d'azzurro, caricata di un crescente montante d'argento e accompagnata in punta da un giglio di rosso (citato in (15)) |
|        | Bernardini (Pisa) D'azzurro, a sei conchiglie ordinate in cinta d'argento (citato in (15)) |
|        | Bernardini (Narni) albero sradicato di verde su azzurro - 3 stelle (8 raggi) di oro su azzurro poste in fascia in capo - trangla di oro - 2 cani controrampanti di rosso su monte a 6 cime di oro uscente dalla punta - crocetta braccio inferiore scorciato dello stesso su argento (citato in LEOM) |
|        | Bernardini dell'Alietta (Siena) Di verde pieno (citato in (15)) |
|        | Bernardini della Massa (Cesena) inquartato: nel 1º e 4º d'oro all'aquila di nero coronata dello stesso; nel 2º e 3º di azzurro alla rovere sradicata d'oro coi rami passati in doppia croce di S. Andrea: sul tutto una fascia d'azzurro a tre stelle di sei raggi d'oro (citato in (4) – Vol. II pag. 50) (la blasonatura non è stata ancora caricata) (citato in BLCW) Immagine in Blasone Cesenate. Motto: Hoc virtutis opus |
|        | Bernardo (Venezia) 2 scacchi di nero sull'argento del trinciato di argento e di rosso (citato in LEOM) |
|        | Bernardo Calderaio (Firenze) D'azzurro, a due leoni tenenti un monte di sei cime, cimato da un braccio armato impugnante una spada in atto di colpire, il tutto d'oro (citato in (15)) |
|        | Bernart (Sardegna) (di rosso, al cavallo fermo d'argento, sellato al naturale) (citato in ) |
|        | Berneri (Milano) (la blasonatura non è stata ancora caricata) (citato in UNFE) Immagine nella Biblioteca Estense Universitaria (id. 3141). |
|        | Bernero (Cavallermaggiore) Un scudo d'argento ad un leone troncato d'oro e di gueules la zampa e piede sinistro d'azzurro et le altre di gueules affrontato ad una stella d'azzurro in fronte (citato in (17)) |
|        | Bernetich Tommasini (Trieste) Titolo: Cavaliere d'azzurro alla nave galleggiante sul mare agitato, a due alberi, portante la bandiera austriaca e con le vele spiegate e gonfie, la nave rivoltata, portante in poppa al governo del timone un uomo ed accompagnata nell'angolo sinistro del capo da una stella (6) d'oro Cimiero: a destra una punta di lancia d'argento fatta a giglio e posta in palo fra due semivoli d'azzurro e d'argento l'uno, d'argento e d'azzurro l'altro; a sinistra una torre di rosso merlata, finestrata di 4 (2 e 2) ed aperta di nero e posta fra due semivoli d'azzurro e d'oro l'uno, d'oro e d'azzurro l'altro (citato in (4) – Vol. II pag. 50) |
|        | Bernetti Evangelista (Fermo) inquartato: 1º controinquartato 1 e 4 scaccato di 12 punti di azzurro e d'argento, 2 e 3 di rosso al cane levriere rampante di argento; nel 2º di azzurro a 3 monti di verde moventi dal fianco sinistro attraversati da una banda di rosso e accompagnati in capo da una stella cometa d'oro ondeggiante in banda; nel 3º d'oro allo scaglione scorciato di argento accompagnato in capo da tre rose male ordinate di rosso, ed in punta da un monte di tre cime di verde; nel 4º partito: a) troncato di azzurro al leone d'oro uscente e d'argento alle fiamme di rosso; sullo spaccato una fascia di rosso caricata da una corda di argento ondeggiante in fascia; b) d'azzurro al destrocherio armato d'argento uscente dal fianco sinistro e tenente un'accetta al naturale Motto: Fidelis et prudens (citato in (4) – Vol. II pag. 50) |
|        | Bernezzo o Bernesso (Vigone) Titolo: signori di Bernezzo, Bussoleno, Castelreinero, Cercenasco, Miradolo, Rossana, S. Secondo, Tegerone, Vignolo, Vigone; consignori di Cantogno, Virle Di rosso, a tre scaglioni d'oro Motto: En temps (citato in (17)) |
|        | Berni (Firenze) D'azzurro, alla fascia d'oro caricata di due rami di rosaio al naturale, fiorito ciascuno di un pezzo di rosso e contrapposti nel senso della pezza; il tutto accompagnato in capo da una stella a otto punte d'oro, e in punta da un giglio dello stesso (citato in (15)) |
|        | Berni (Toscana) (DE) In Blau 1 schräggelegte abgerissene goldene Löwenpranke, begleitet im linken Obereck von 1 sechsstrahligen goldenen Stern (citato in (23)) |
|        | Berni (Cesena) (la blasonatura non è stata ancora caricata) (citato in BLCW) Immagine in Blasone Cesenate. |
|        | Berni Canani (Lauro di Sessa Aurunca) 3 lune montanti di argento poste 1,2 su azzurro - aquila di nero coronata di oro su oro - zampa di orso di nero afferrante sbarra di vajo su rosso - stella (8 raggi) di oro in basso a destra su rosso - leone rampante di oro su azzurro (citato in LEOM) |
|        | Bernieri (Massa) d'argento alla fascia scaccata d'oro e di rosso sostenente un'aquila di nero coronata di oro Cimiero: unicorno (citato in (4) – Vol. II pag. 52) |
|        | Bernieri (Lucca) D'argento, alla fascia scaccata di tre file d'oro e di rosso, sostenente l'aquila dal volo spiegato di nero, coronata d'oro (citato in (15)) |
|        | Bernieri o Bernieri del Guanto (Toscana) (DE) In silber-blau geteiltem Feld 1 aus dem linken Schildrand hervorkommender rot bekleideter Rechtarm, 1 rotes Hochkreuz haltend (citato in (23)) |
|        | Bernini (Roma) D'azzurro al mare d'argento ombrato d'azzurro dal quale esce una fontana a due zampilli d'argento (citato in (4) – pag. 381) D'azzurro ad una fontana d'argento composta di una colonna che si eleva da un bacino circolante zampillante di due getti (citato in Pietramellara, vol. I, pag. 68, immagine in Rust, Bernini (PDF).) |
|        | Bernini (Firenze) D'azzurro, alla fontana d'argento zampillante di tre getti dello stesso; con il capo d'argento caricato della croce dell'Ordine di Cristo (croce patente di rosso, bordata d'oro) (citato in (15)) |
|        | Bernini (Parma, Cesena) aquila di nero su oro - leone rampante di rosso su argento (citato in LEOM) |
|        | Bernucci (Sarzana) 2 leoni controrampanti nascenti dalla troncatura di oro su azzurro foglia di palma di oro tra le anteriori - 4 rose di argento e 2 di azzurro su rosso poste in piramide rovesciata (citato in LEOM) |

### Bero
| Stemma | Casato e blasonatura |
| ------ | --- |
|        | Berò o Berro (Bologna) Titolo: consignori di Ceva e Nucetto d'azzurro, al leone tenente nella destra una stella, e accompagnato da tre altre, due in capo ed una in punta, il tutto d'oro (citato in CROL – pag. 14 e in (17)) alias D'azzurro, al leone tenente nella destra una stella, e accompagnato in capo da altre tre stelle, male ordinate, il tutto d'oro (citato in (17)) |
|        | Berò (Bologna) d'azzurro, al leone tenente nella destra una stella, e accompagnato da quattro altre, tre in capo e una in punta, il tutto d'oro (citato in (11) – pag. 129) |
|        | Beroaldi (Bologna) (la blasonatura non è riportata) (citato in (11) – pag. 135) |
|        | Beroaldi (Modena, Ferrara) (la blasonatura non è stata ancora caricata) (citato in UNFE) Immagine nella Biblioteca Estense Universitaria (id. 627). |
|        | Beroaldi (la blasonatura non è stata ancora caricata) (citato in UNFE) Immagine nella Biblioteca Estense Universitaria (id. 3703). |
|        | Beroaldi (Modena) (la blasonatura non è stata ancora caricata) (citato in UNFE) Immagine nella Biblioteca Estense Universitaria (id. 1560). |
|        | Beroaldi (la blasonatura non è stata ancora caricata) (citato in UNFE) Immagine nella Biblioteca Estense Universitaria (id. 4270). |
|        | Beroardi Dragomanni (Firenze) Partito: nel 1º d'azzurro, al leone d'oro tenente un ramo di rosaio al naturale, fiorito di un pezzo di rosso; nel 2º d'oro, al drago di rosso (citato in (15)) |
|        | Beroldi (Verona) Titolo: marchesi di Fubine Troncato, al 1° di verde al lupo nascente d'argento, lampassato di rosso, muovente dalla partizione, al 2° di rosso a tre pali d'argento (citato in (17)) |

### Berr
| Stemma | Casato e blasonatura |
| ------ | --- |
|        | Berra (Mondovì ?) D'argento, alla torre (castello?) di rosso, bandato di un pezzo, in divisa, d'azzurro (citato in (17)) |
|        | Berra (Chieri) Fascia d'argento e d'azzurro, con il capo d'oro, carico di un'aquila, di nero Motto: Fortitudo me fecit (citato in (17)) |
|        | Berretta (Montefalco) (la blasonatura non è stata ancora caricata) (citato in Degli Abbati) |
|        | Berretta (Spello) maiale pascente rivolto traversante albero di quercia al naturale su terrazzo di verde su rosso - aquila coronata di oro su azzurro in capo (citato in LEOM) |
|        | Berrettari d'argento alla pianticella di frumento al naturale recisa e posta in sbarra colla banda di rosso attraversante, sormontata da tre stelle di rosso ordinate in fascia (citato in (4) – Vol. II pag. 53) |
|        | Berrettari (Pescia) Di..., alla fascia di..., caricata di una biscia di... e accompagnata nel capo da un berretto di..., e in punta da uno scaglione abbassato di... (citato in (15)) |
|        | Berretti (Firenze) Troncato: nel 1º di rosso, a due berrette di nero piumate del campo; nel 2º d'azzurro, al castello turrito di due pezzi d'argento; con la fascia diminuita d'oro passata sulla troncatura (citato in (15)) alias (DE) Unter 1 gold unterstützten roten Schildhaupt, darin 2 schwarze Hüte balkenweise, in Blau 1 zweitürmige silberne Burg (citato in (23))    |
|        | Berrone (San Damiano d'Asti) Di rosso, al giglio d'oro, con il capo d'argento, carico di un toro d'azzurro (citato in (17)) |
|        | Berruti o De Berutis (Moncalvo) Titolo: consignori di Odalengo Piccolo Troncato d'azzurro e d'oro, al leone dall'uno all'altro e dell'uno nell'altro alias Troncato di rosso e d'azzurro, con il leone d'oro attraversante alias Di rosso, al leone d'oro, con il capo partito d'azzurro e d'argento, alla fascia dell'uno nell'altro Motto: Seminare capere est (citato in (17)) |
|        | Berruti (Moncalieri) D'azzurro, allo scoiattolo al naturale, seduto, tenente con le zampe anteriori una [...] (ghianda, pure d'oro?) (citato in (17)) |

### Bers
| Stemma | Casato e blasonatura |
| ------ | --- |
|        | Bersa (Zara) Titolo: Nobile dell'I. A. e di Leidenthal d'azzurro alla figura dell'Austria d'argento, poggiata sopra una lastra di pietra al naturale e tenente nella mano destra col braccio abbassato una spada d'acciaio manicata d'oro, la punta in su e nella sinistra, a braccio steso, una bilancia d'oro in bilico Cimiero: quattro penne di struzzo, d'oro, d'azzurro, d'argento e d'azzurro (citato in (4) – Vol. II pag. 52)                          |
|        | Bersanini (Modena, Ferrara) (la blasonatura non è stata ancora caricata) (citato in UNFE) Immagine nella Biblioteca Estense Universitaria (id. 689). |
|        | Bersanini (la blasonatura non è stata ancora caricata) (citato in UNFE) Immagine nella Biblioteca Estense Universitaria (id. 3742). |
|        | Bersanini (Modena) (la blasonatura non è stata ancora caricata) (citato in UNFE) Immagine nella Biblioteca Estense Universitaria (id. 1593). |
|        | Bersatori o Bersori (Pinerolo) Titolo: signori di Macello, Miradolo, Castellar; consignori di Carignano, Cumiana, Pinerolo, Revigliasco, S. Secondo D'azzurro, alla croce d'oro alias Inquartato, al 1º e 4º d'azzurro, alla croce d'oro, al 2º e 3º bandato di rosso e d'argento, al capo del secondo, carico di una rosa del primo, sostenuto d'oro, cucito e con la fascia carica di una anguilla d'azzurro, ondeggiante in fascia (Orsini) (citato in (17)) |
|        | Berselli (Modena, Ferrara) (la blasonatura non è stata ancora caricata) (citato in UNFE) Immagine nella Biblioteca Estense Universitaria (id. 635). |
|        | Berselli (Modena, Ferrara) (la blasonatura non è stata ancora caricata) (citato in UNFE) Immagine nella Biblioteca Estense Universitaria (id. 634 e id. 3710 e id. 1566). |
|        | Berselli (la blasonatura non è stata ancora caricata) (citato in UNFE) Immagine nella Biblioteca Estense Universitaria (id. 3711). |
|        | Berselli (Modena) (la blasonatura non è stata ancora caricata) (citato in UNFE) Immagine nella Biblioteca Estense Universitaria (id. 1567). |
|        | Bersezio (Peveragno) di ... ai due monti al naturale, con due pecore affrontate al naturale, all'aquila di ... (citato in (25)) Motto: Mutua dilectione |

### Bert
| Stemma | Casato e blasonatura |
| ------ | --- |
|        | Berta (Torino) Titolo: conti di Mongardino D'argento, alla quercia nutrita sulla campagna erbosa, sostenente una gazza e sinistrata da un'altra gazza, il tutto al naturale, accompagnata in capo a destra da alcuni raggi d'oro uscenti dall'angolo, con il capo d'azzurro, carico di tre stelle d'oro ordinate in fascia alias Uno scudo quadro cartociato a beneplacito al campo d'argento carigo di una croce verde alla cui cima è posta una gazza, o sia berta et al piede da sinistra un'altra tutte e due in profilo al naturale; al canto destro o sia fianco raggi nascenti di rosso, il tutto sovra un piano verdeggiante et sotto un fronte d'azurro cariga di tre stelle d'oro Moptto: Vigilat inde gaudet (citato in DAlena e in (17)) |
|        | Berta (Avigliana) Titolo: signori di Givoletto; consignori di Revigliasco, Robassomero Troncato, al primo d'argento, a tre colonne di rosso, una accanto all'altra, le laterali sostenenti due gazze al naturale, affrontate; al secondo d'azzurro, al leone d'oro (citato in DAlena e in (17)) |
|        | Berta (Aosta) Partito, d'azzurro alla croce d'oro, e d'oro allo scaglione d'azzurro; lo scudo con il capo d'argento, carico di una gazza di nero (citato in DAlena e in (17)) |
|        | Bertacca d'azzurro al tronco d'albero accollato da una vite nodrita sulla troncatura verso destra, sinistrata da un istrice il tutto al naturale sormontato da tre stelle di cinque raggi d'oro ordinate in fascia (citato in (4) – Vol. II pag. 53) |
|        | Bertacca Berrettari Boldrini (Firenze, Carrara) troncato semipartito: nel 1º d'azzurro al tronco d'albero accollato da una vite nodrita sulla troncatura verso destra, sinistrata da un istrice il tutto al naturale sormontato da tre stelle di cinque raggi d'oro ordinate in fascia (Bertacca);nel 2º d'argento alla pianticella di frumento al naturale recisa e posta in sbarra colla banda di rosso attraversante, sormontata da tre stelle di rosso ordinate in fascia (Berrettari); nel 3º d'argento al baco da seta al naturale ondeggiante in palo (Boldrini) (citato in (4) – Vol. II pag. 53) |
|        | Bertacca Berrettari Boldrini (Carrara) Troncato: nel 1º d'azzurro, al tronco d'albero mozzo, accollato da un tralcio di vite, l'uno e l'altra uscenti dalla troncatura e sinistrati da un riccio passante verso il tronco, il tutto al naturale e sormontato da tre stelle a cinque punte d'oro, ordinate in capo; nel 2º partito: a/ d'argento, al fascio di spighe di frumento al naturale, posto in sbarra, e alla banda attraversante di rosso, il tutto sormontato da tre stelle a cinque punte d'oro, ordinate in capo; b/ d'argento, al baco da seta montante al naturale (citato in (15)) |
|        | Bertacchi (Camporgiano e Garfagnana) D'azzuro al ramo di rosa attortigliato intorno ad un bastone d'oro in palo, sinistrato da un porco-spino al naturale. Motto: Oportuna quaero (citato in (26) – pag. 26) |
|        | Bertacchi (Modena e Ligonchio) inquartato : nel 1° e 4° d'oro alla verghetta scorciata di verde, attortigliata da un ramo fiorito dello stesso sinistrato da un istrice al naturale ; nel 2° e 3° d'azzurro, a tre stelle di cinque raggi d'oro 1 e 2 ; col capo d'argento, caricato da una lista d'azzurro portante il motto : OPPORTUNA QUAERO di nero. Sul tutto : uno scudetto d'azzurro, caricato dell'aquila d'argento spiegata e coronata d'oro.. Motto: Oportuna quaero (come visibile sui documenti del vescovo di Modena, Pellegrino Bertacchi, e sul blasonario del l'Archiginnasio di Bologna (14) : 1. Piano sup. ambulacro dei legisti, arcata III ovest parete ; 2. Piano sup. loggiato superiore, arcata XXIV, parete ; 3. Pianterreno, logiato inferiore, arcata XXI, parete (arco superiore)). |
|        | Bertacchi (Modena) Istrice (citato in DAlena) |
|        | Bertacchi (San Miniato) inquartato: nel 1º e 4º d'azzurro a tre stelle di 8 raggi d'oro poste 1, 2; nel 2º e 3º d'oro all'olmo accollato da una vite sulla pianura erbosa con un riccio in atto di mangiare l'uva al naturale. Sul tutto d'azzurro all'aquila d'argento coronata d'oro Motto: Oportuna quaero (citato in (4) – Vol. II pag. 53) |
|        | Bertacchi (Barga, Pisa, San Miniato) Troncato: nel 1º d'azzurro, a tre stelle a sei punte d'oro ordinate in fascia; nel 2º di cielo, all'albero nodrito sul terreno e accollato da un tralcio di vite fruttifera, sinistrato da un riccio fermo, in atto di abboccare un grappolo d'uva, il tutto al naturale; con la fascia d'oro passata sulla troncatura alias Inquartato: nel 1º e 4º d'azzurro, a tre stelle a sei o otto punte d'oro, 1.2; nel 2º e 3º d'oro, all'albero nodrito sul terreno e accollato da un tralcio di vite fruttifera, sinistrato da un riccio fermo, il tutto al naturale; sul tutto d'azzurro, all'aquila dal volo abbassato di nero, armata, rostrata e coronata d'oro (citato in (15)) |
|        | Bertacchi (Pisa) troncato: nel 1º d'azzurro a 3 stelle di 6 raggi d'oro; nel 2º, campo di cielo, all'olmo accollato da una vite sulla pianura erbosa con un riccio in atto di mangiare l'uva al naturale: alla fascia d'oro sulla troncatura (citato in (4) – Vol. II pag. 53) |
|        | Bertagni (Livorno) tagliato: nel 1º d'azzurro a una stella di 6 raggi d'oro; nel 2º di argento ad una pianta di giacinto rosa fogliata di verde: alla sbarra in divisa di rosso a due filetti d'argento (citato in (4) – Vol. II pag. 54) alias Tagliato: nel 1º d'azzurro, alla stella a sei punte d'oro; nel 2º d'argento, alla pianta di garofano al naturale, terrazzata dello stesso e fiorita di rosso; con la sbarra di rosso orlata d'argento passata sulla partizione (citato in (15)) |
|        | Bertagnoni (Milano) di rosso a tre cuori d'argento male ordinati (citato in (4) – Vol. II pag. 54) |
|        | Bertagnoni (Milano) 3 cuori di argento su rosso posti 2,1 (citato in LEOM) |
|        | Bertalazzone (Valperga) Titolo: conti di Arache, Banna, S. Fermo (= cascina della Veglia, Cherasco) D'oro, alla fascia d'argento, cucita e alzata, accompagnata in capo da tre gigli d'azzurro, in punta da un maschio di fortezza, di rosso, torricellato d'un pezzo, sostenente una gazza al naturale Motto: Omne bonum desursum (citato in (17)) |
|        | Bertaldi (Firenze) Partito d'argento e d'azzurro, alla scala di tre pioli attraversante di rosso (citato in (15)) (DE) In silber-blau gespaltenem Feld 1 dreisprossige rote Leiter (citato in (23)) |
|        | Bertaldi (Firenze) Troncato: nel 1º d'azzurro, all'aquila d'oro nascente dalla partizione; nel 2º palato di sei pezzi d'oro e di rosso alias Palato d'oro e di rosso, al capo d'azzurro caricato di un'aquila nascente d'oro alias D'oro, a due pali d'azzurro; con il capo d'azzurro caricato di un'aquila nascente d'oro (citato in (15)) |
|        | Bertaldi (Asti) Titolo: signori di Bubbio, Calosso, Monastero, Rocchetta Palato d'oro e di rosso, di dieci pezzi (citato in (17)) |
|        | Bertaldi del Tegiaa o Bertaldi del Teghia (Toscana) (DE) In Rot 1 silberner Adler, begleitet im rechten Obereck von 1 achtstrahligen silbernen Stern (citato in (23)) |
|        | Bertaldo (Cavallermaggiore) D'oro, a cinque pali di rosso, con il capo, di concessione, d'argento, carico di tre puntali di spada, di rosso (Angria) (citato in (17)) |
|        | Bertalli o Bertali (Carmagnola) D'azzurro, alla banda scaccata di rosso e d'oro, accompagnata da due stelle, d'argento (citato in (17)) |
|        | maestro Bertalo (Siena) D'oro, alla fascia di..., bordata di..., caricata di un crescente montante di... e accompagnata da tre stelle a otto punte di..., 2.1 (citato in (15)) |
|        | Bertalotti (Firenze) D'azzurro, al massacro di cervo d'oro (citato in (15)) |
|        | Bertalotti (Napoli) (la blasonatura non è stata ancora caricata) (citato in UNFE) Immagine nella Biblioteca Estense Universitaria (id. 4382). |
|        | Bertani (Compiano) (la blasonatura non è stata ancora caricata) (citato in DAlena) |
|        | Bertani (Modena, Ferrara) (la blasonatura non è stata ancora caricata) (citato in UNFE) Immagine nella Biblioteca Estense Universitaria (id. 607). |
|        | Bertani (la blasonatura non è stata ancora caricata) (citato in UNFE) Immagine nella Biblioteca Estense Universitaria (id. 3547). |
|        | Bertani (Modena) (la blasonatura non è stata ancora caricata) (citato in UNFE) Immagine nella Biblioteca Estense Universitaria (id. 1383). |
|        | Bertano o Bertana o Bertani (Mantova ?) Titolo: consignori di Castelletto Merli D'azzurro, al cane rampante, d'oro, tenente con le zampe anteriori un cartiglio d'argento, con la scritta SPES NUTRIX (citato in (17)) |
|        | Bertano (Modena, Ferrara) (la blasonatura non è stata ancora caricata) (citato in UNFE) Immagine nella Biblioteca Estense Universitaria (id. 573). |
|        | Bertanza (Benaco) partito di rosso e di verde, allo scaglione rovesciato d'argento, caricato da tre crocette di nero (citato in Piovanelli) |
|        | Bertarelli (Monferrato) Titolo: conti di Torcello Troncato, al 1° d'oro, all'aquila di nero, al 2° d'azzurro, al pesce di [...], con la testa in una rete (citato in (17)) |
|        | Bertazzi (Ferrara) Leone leopardito (citato in DAlena) |
|        | Berte (Pisa) di azzurro allo scaglione d'oro accompagnato da 3 rose d'argento (citato in (4) – Vol. II pag. 638) D'azzurro, allo scaglione d'oro, accompagnato da tre rose d'argento, 2.1 (citato in (15)) |
|        | Bertelli (Firenze) Partito ondato e controtroncato d'argento e di rosso, nel 1º e 2º quarto due rose dell'uno nell'altro, bottonate del campo (citato in (15)) |
|        | Bertelli (Prato) D'azzurro, alla colomba sorante al naturale, sostenuta da un monte di sei cime d'argento e tenente nel becco un rametto di verde (citato in (15)) |
|        | Bertelli (Carignano) Di verde, alla banda scaccata d'oro e d'azzurro, accompagnata da due stelle d'oro alias D'azzurro, alla banda scaccata d'oro e di rosso, accompagnata da due stelle d'oro (citato in (17)) |
|        | Bertesi (Pistoia) Trinciato di rosso e d'oro, alla banda di losanghe d'azzurro, passata sulla trinciatura (citato in (15)) |
|        | Berthold (Pola) Titolo: Nobile troncato: a) d'oro a due scimitarre d'acciaio, manicate d'oro, poste in decusse, le lame in alto; b) di azzurro alla nave d'oro, navigante in mare aperto e mosso, a vele gonfie, la nave a tre alberi, cimati da tre fiamme di rosso, alla fascia d'argento e svolazzanti, a poppa un'asta d'oro portante una bandiera di rosso fasciata d'argento e svolazzante Cimiero: un leone marino d'oro, linguato di rosso e tenente con la zampa destra la scimitarra dello scudo, posta in fascia sopra la testa (citato in (4) – Vol. II pag. 54) |
|        | Berthoud de Malines o Bertoud (Fiamminghi, poi in Torino) Titolo: conti di Bruino D'oro, a tre pali di rosso, con il quartier franco d'argento, carico di tre martelli di nero, ciascuno in banda (citato in (17), (27), vol. I, p. 272) |
|        | Berti (Mantova) troncato: nel 1º d'argento al leone d'oro, tenente un ramo di ciliegio fruttato di rosso; nel 2º d'azzurro a tre stelle d'oro, alla fascia di rosso caricata di tre gigli d'oro attraversante sul troncato (citato in GUCA – pag. 137 e in DAlena) |
|        | Berti (Firenze) D'azzurro, alla banda partita d'argento e di rosso (citato in (15)) |
|        | Berti (Imola) banda trinciata di argento e di rosso su azzurro (citato in LEOM) |
|        | Berti (Firenze) Partito d'argento e d'azzurro e seminato di stelle a otto punte, a due leoni affrontati, il tutto dell'uno nell'altro alias Partito d'argento e d'azzurro e seminato di stelle a otto punte, a due leoni affrontati, il tutto dell'uno nell'altro; con il capo d'Angiò (citato in (15)) |
|        | Berti (Firenze) Di nero, al leone d'oro e alla fascia diminuita attraversante di rosso (citato in (15)) |
|        | Berti (Firenze) Di..., alla fascia di..., accompagnata da tre triangoli di..., 2.1 alias Di..., alla fascia di..., accompagnata da tre triboli di..., 2.1 (citato in (15)) |
|        | Berti (Firenze) Di..., allo scaglione di... caricato di tre gigli di... e accompagnato da tre rose di..., 2.1 (citato in (15)) |
|        | Berti (Firenze) Troncato d'oro e di nero, al leone dell'uno nell'altro (citato in (15)) |
|        | Berti (Pescia) D'oro, a tre fasce di nero (citato in (15)) (DE) In Gold 3 schwarze Balken (citato in (23)) alias Fasciato di sei pezzi d'oro e di nero (citato in (15)) |
|        | Berti (Pescia) Di..., al leone di..., tenente in palo una bandiera di... caricata di una crocetta di... (citato in (15)) |
|        | Berti (Pistoia) Trinciato d'azzurro e d'argento, al cane rampante dell'uno nell'altro, collarinato di rosso (citato in (15)) |
|        | Berti (Pistoia) Inquartato d'oro e di rosso, la linea del troncato ondata di un sol pezzo verso la punta e di due mezzi pezzi verso il capo (citato in (15)) |
|        | Berti (Toscana) (DE) Unter 1 silbernen Schildhaupt, darin 1 fünflätziger roter Turnierkragen, 1 mit silbernen Lilien bestreutes rotes Feld (citato in (23)) |
|        | Berti (Toscana) (DE) In gespaltenem Feld 2 einwärtsgekehrte abgerissene Löwenköpfe (citato in (23)) |
|        | Berti (Toscana) (DE) In Blau 1 silber-rot gespaltener Schrägbalken (citato in (23)) |
|        | Berti (Toscana) (DE) In Silber 1 roter Ziegenbock (citato in (23)) |
|        | Berti o Berti delle Ruote (Toscana) (DE) Durch 1 roten Balken blau-silber geteilt (citato in (23)) |
|        | Berti o Berti delle Ruote (Toscana) (DE) In Blau 1 silber-rot gespaltener Balken (citato in (23)) |
|        | Berti o Aretini (Cesena) (la blasonatura non è stata ancora caricata) (citato in BLCW) Immagine in Blasone Cesenate. |
|        | Berti dal Poggio (Siena) D'azzurro, al montone passante sul terreno e attraversante al tronco un albero (corbezzolo) nodrito sul terreno stesso; il tutto al naturale alias D'oro, all'albero di verde nodrito sul terreno dello stesso, e attraversato al tronco da un montone passante partito d'argento e di nero (citato in (15)) |
|        | Berti del Nicchio (Firenze) D'azzurro, alla squadra di nero posta in scaglione, attraversata da un compasso aperto d'oro, posto in scaglione riverso; il tutto accompagnato in capo da una stella a otto punte d'oro, e in punta da una conchiglia rovesciata d'argento (citato in (15)) |
|        | Berti delle Ruote (Firenze) D'azzurro, alla fascia partita d'argento e di rosso (citato in (15)) |
|        | Berti delle Stelle o Berti (Firenze) D'azzurro, alla berta (o bertesca) di... sostenuta dal terreno al naturale (citato in (15)) (DE) In Blau 1 grüner Schildfuß, oben besetzt mit 1 naturfarbenen verdorrten Baum (citato in (23)) |
|        | Berti di Chimento (Siena) D'azzurro, al leone d'argento (citato in (15)) |
|        | Berti Domenicus o Berti (Toscana) (DE) In Silber 1 roter Rautenbalken (citato in (23)) |
|        | Berti (già Brunacci) (Siena) D'argento, alla fascia d'azzurro accompagnata da tre palle (o tortelli) dello stesso, 2.1 (citato in (15)) |
|        | Berti (già Da Vicano) (Firenze) Trinciato d'azzurro e d'oro, al massacro di cervo del secondo nel primo, e alla banda di rosso passata sulla trinciatura (citato in (15)) |
|        | Berti (già Lenzi) (Siena) Troncato: nel 1º di rosso, al leone d'argento nascente dalla partizione; nel 2º d'oro, al palo di... (citato in (15)) |
|        | Berti Lanciai (Firenze) D'azzurro, al monte di sei cime di rosso, sormontato da una stella a otto punte d'oro (citato in (15)) |
|        | Berti Rinieri (Firenze) D'azzurro, al grifone d'argento alias D'azzurro, al grifone d'argento, con la bordura dentata d'oro (citato in (15) e in DAlena) |
|        | Berti Rinieri (Toscana) (DE) In Blau 1 schwebender goldener Laubbaum (citato in (23)) |
|        | Berti Signesi (Firenze) Scaccato di... e di... alias Scaccato di... e di..., alla banda attraversante di... (citato in (15)) |
|        | Bertina (Torino) Troncato, al 1° d'oro, a tre berte al naturale, al 2° di rosso, al montone passante d'argento Motto: A Deo omne bonum (citato in (17)) |
|        | Bertini (Roma) d'oro, all'incudine di ferro (citato in GUCA – pag. 316 e in DAlena) |
|        | Bertini (Firenze, Livorno) d'oro al capro saliente d'azzurro alla banda in divisa di rosso attraversante (citato in (4) – Vol. II pag. 54) |
|        | Bertini (Savigliano, Fossano) Titolo: Conte di Montaldo Roero, consignori di Costigliole, Montaldo Roero d'azzurro, alla banda d'oro, accostata a 2 filetti d'argento, accompagnata da tre stelle d'oro, due in capo, ordinate in banda, una in punta Cimiero: la scimmia seduta in atto di cavalcare la castagna dal riccio Motto: Point de plaisir sans douleur (citato in (4) – Vol. II pag. 55 e in (17)) |
|        | Bertini (Carmagnola) D'azzurro, alla banda d'oro, profilata d'argento, accompagnata da tre stelle d'oro per parte Motto: Turpia spernit (citato in (17)) |
|        | Bertini e Bertini di Catania (Catania) avambraccio destro uscente da sinistra vestito di argento afferrante con la mano di carnagione giglio araldico di oro su rosso - campagna di oro con 3 rose di rosso stelate di verde poste a ventaglio uscenti dalla partizione (citato in LEOM, in (4) – Vol. II pag. 55 e in Mango) |
|        | Bertini (Colle) Bandato di sei pezzi di rosso e d'oro (citato in (15)) |
|        | Bertini (Firenze, Livorno) D'oro, al capro saliente d'azzurro, e alla banda diminuita attraversante di rosso (citato in (15)) (DE) In Gold 1 blauer Ziegenbock, überdeckt von 1 roten Schrägbalken (citato in (23)) alias D'argento, al capro saliente d'azzurro, e alla banda diminuita attraversante di rosso (citato in (15)) (DE) In Silber 1 blauer Ziegenbock, überdeckt von 1 roten Schrägbalken (citato in (23)) alias Di rosso, al capro saliente di nero, e alla fascia diminuita e accorciata attraversante d'argento (citato in (15)) alias D'oro, al capro saliente di rosso, e alla sbarra diminuita attraversante d'oro (citato in (15)) alias D'oro, al capro saliente d'argento, e alla sbarra diminuita attraversante d'oro (citato in (15)) alias D'azzurro, al capro saliente di rosso, e alla sbarra diminuita attraversante d'oro (citato in (15)) alias D'azzurro, al capro saliente d'argento, e alla sbarra diminuita attraversante d'oro (citato in (15))        |
|        | Bertini (Firenze) Troncato cuneato di... e di...; con il capo d'Angiò (citato in (15)) |
|        | Bertini (Firenze) D'oro, al capro saliente d'azzurro, e alla banda diminuita attraversante di rosso (citato in (15)) |
|        | Bertini (Lucca) Di..., al gallo di..., afferrante uno stelo di saggina di..., talvolta nell'atto di beccarne la pannocchia di... (citato in (15)) |
|        | Bertini (Pescia) D'azzurro, al leone d'oro tenente in palo una lancia al naturale, banderuolata d'argento caricata di una crocetta di rosso (citato in (15)) alias D'azzurro, al leone d'oro tenente in palo una lancia al naturale, banderuolata d'argento caricata di una crocetta di rosso; con il capo di santo Stefano (citato in (15)) (DE) Unter 1 silbernen Schildhaupt, darin 1 goldbordiertes rotes Johanniterkreuz (Capo di Santo Stefano), in Blau 1 goldener Löwe, mit drei Pranken 1 weiße Fahne haltend, diese belegt mit 1 roten Kreuz (citato in (23)) |
|        | Bertini (Pescia) Di..., al monte di sei cime di..., sormontato da una stella a sei punte di... (citato in (15)) |
|        | Bertini (Pistoia) D'argento, al palo d'azzurro (citato in (15)) |
|        | Bertini (Pistoia) D'argento, alla fiamma di rosso; con il capo d'Angiò (citato in (15)) |
|        | Bertini (Siena) Fasciato ondato di otto pezzi d'argento e di nero (citato in (15)) |
|        | Bertini (Toscana) (DE) Durch 1 roten Gegenzinnenpfahl gold-blau gespalten, rechts 1 achtstrahliger blauer Stern (citato in (23)) |
|        | Bertini (Toscana) (DE) In Gold 1 aus dem linken Schildrand hervorkommender geharnischter Rechtarm, 1 silbernes? Schwert haltend (citato in (23)) |
|        | Bertini o Bertini di Palermo o Bertini di Spataro (Palermo) Titolo: nobile; barone di S. Antonino; marchese di Spataro di rosso, al braccio destro d'argento, movente dal lato destro dello scudo, impugnante un giglio d'oro, e la punta d'argento, a tre rose di rosso, gli steli in su (citato in (4) – Vol. II pag. 55, in Mango e in (29)) Notizie storiche in Famiglie nobili di Sicilia. |
|        | Bertinori (Cesena) (la blasonatura non è stata ancora caricata) (citato in BLCW) Immagine in Blasone Cesenate. |
|        | Bertioli (Parma) d'azzurro all'albero al naturale posto sulla campagna di verde e sostenuto da un leone d'oro e accompagnato in capo da tre stelle d'oro disposte in fascia (citato in (4) – Vol. II pag. 55) (Immagine nella Raccolta stemmi Trippini (JPG).) |
|        | Berto di Fine (Firenze) D'azzurro, alla testa di leone d'oro lampassata di rosso, accompagnata da tre stelle a otto punte, 2.1 (citato in (15)) |
|        | Bertodano (Biella) Titolo: conti di Miagliano, Tollegno; signori di Castelletto; consignori di Biella, Gaglianico D'azzurro alla banda di rosso, orlata d'oro, carica della leggenda BER pure d'oro alias Inquartato, al 1° e 4° di rosso alla croce d'argento (Asti); al 2° e 3° di rosso al leone d'argento tenente nella zampa destra una rosa dello stesso (Tortona); sul tutto, d'oro all'aquila di nero caricata in petto di uno scudetto di azzurro, alla banda di rosso, orlata d'oro, carica della leggenda BER pure d'oro alias Inquartato, al 1° e 4° di rosso al leone d'argento tenente nella zampa destra una rosa dello stesso (Tortona); al 2° e 3° di rosso a tre piante di miglio d'oro sormontate da tre stelle dello stesso, ordinate in fascia; sul tutto, d'oro all'aquila di nero caricata in petto di uno scudetto di azzurro, alla banda di rosso, orlata d'oro, carica della leggenda BER pure d'oro Motto: Spes mea in Deo est - Spes mea Deus (citato in (17)) |
|        | Bertoglio (Milano) d'azzurro, all'olivo nodrito nella campagna erbosa, sostenente una gazza, il tutto al naturale, il tronco sostenuto da due levrieri di argento controrampanti Cimiero: il levriere di argento, nascente Motto: Fides iuncta paci (citato in (4) – Vol. II pag. 56 e in DAlena) |
|        | Bertoglio-Pisani (Milano) d'azzurro, all'olivo terrazzato di verde, cimato da una gazza al naturale e sostenuto da due levrieri controrampanti affrontati d'argento (citato in GUCA – pag. 15 e in DAlena) |
|        | Bertoi (Modena) (la blasonatura non è stata ancora caricata) (citato in UNFE) Immagine nella Biblioteca Estense Universitaria (id. 1588). |
|        | Bertoja (Motta di Livenza) Titolo: Nobile d'azzurro alla lettera B contornata da sei stelle (5) il tutto d'oro (citato in (4) – Vol. II pag. 57) |
|        | Bertola (Mussano) Titolo: conti di Exilles, Gambarana D'oro all'aquila di rosso, con la bordura d'azzurro carica di sei stelle del primo Motto: Ad sidera semper (citato in (17)) |
|        | Bertola (Mondovì ?) D'azzurro, all'albero (?), nutrito nella campagna e accostato da due uccelli (?), quello di destra rivoltato, il tutto d'argento, con il capo di rosso, cucito, carico di tre globi, d'argento (citato in (17)) |
|        | Bertola (Sicilia) troncato: nel 1° d'azzurro, a tre stelle d'oro di sei raggi allineate in fascia; nel 2° d'oro, alla nassa di nero sopra onde marine (citato in Mango e in (29)) Notizie storiche in Famiglie nobili di Sicilia. |
|        | Bertolacci (Livorno) D'oro, all'aquila dal volo spiegato di nero, coronata del campo, posata su due pilastri al naturale fondati sul terreno dello stesso (citato in (15)) |
|        | Bertoldi (Firenze) Di rosso, alla figura partita di mezza aquila e mezza stella a otto punte d'argento (citato in (15)) (DE) Gespalten: Rechts in Rot 1 rechtshalber silberner Adler am Spalt, links in Rot 1 linkshalber achtstrahliger facettierter silberner Stern am Spalt (citato in (23)) |
|        | Bertoldi (Modena, Ferrara) (la blasonatura non è stata ancora caricata) (citato in UNFE) Immagine nella Biblioteca Estense Universitaria (id. 650 e id. 3685). |
|        | Bertoldi (Modena) (la blasonatura non è stata ancora caricata) (citato in UNFE) Immagine nella Biblioteca Estense Universitaria (id. 1423). |
|        | Bertolè di azzurro, allo scaglione d'argento, accompagnato da tre bisanti d'oro; col capo d'oro, carico di un'aquila, coronata, di nero Motti: Potentes ubique (citato in (4) – Vol. II pag. 57) |
|        | Bertolè o Bertoletto o Bertolè Viale (Crescentino, Torino) Titolo: Nobile partito di Bertolè, che è di azzurro, allo scaglione d'argento, accompagnato da tre bisanti d'oro; col capo d'oro, carico di un'aquila, coronata, di nero; e di Viale, che è d'argento a due tralci di vite, decussati e ridecussati, di verde, fruttati di rosso; col capo d'azzurro, carico di un sole d'oro Motti: Potentes ubique (Bertolè) e Onus et honos (Viale) (citato in (4) – Vol. II pag. 57) |
|        | Bertolero (Fossano ?) D'argento, all'aquila coronata di nero, con la banda di rosso attraversante (citato in (17)) |
|        | Bertoli (Mazara del Vallo) troncato di azzurro e di oro - 3 stelle (5 raggi) poste in fascia di oro sull'azzurro - nassa al naturale su mare dello stesso uscente dalla punta sull'oro (citato in LEOM) |
|        | Bertolini (Padova) Titolo: Barone del S. R. I. col predicato di Gränzenstein troncato: al 1º d'oro al cane di nero, collarinato di rosso, slanciato; al 2º di nero alla torre d'argento coll'antimuro di mattoni, al naturale, accostata da due stelle (6) d'oro Cimieri: 1º il cane del campo nascente e rivoltato; 2º la stella d'oro fra due corna di bufalo, di nero Sostegni: due leoni d'oro affrontati e rimiranti (citato in (4) – Vol. II pag. 57) |
|        | Bertolini (Cles (Trento)) Titolo: Nobile del S. R. I. di Monte Planeta inquartato: nel 1º e 4º di nero al leone d'oro, linguato di rosso, con la coda biforcata affrontati; nel 2º e 3º d'argento al busto d'uomo col capo scoperto, con capelli e barba neri, vestito di rosso e collarinato d'argento Cimiero: il leone dello scudo nascente (citato in (4) – Vol. II pag. 58) |
|        | Bertolini d'azzurro alla fascia di rosso bordata d'oro, accompagnata da tre crescenti d'oro ordinati in palo, l'uno in capo e due in punta, e da due stelle d'oro, l'una nel canton destro del capo, l'altra nel canton sinistro della punta (citato in (4) – Vol. II pag. 340) |
|        | Bertolini (Pisa, Pontremoli) D'azzurro, alla fascia di rosso accompagnata da due stelle a otto punte d'oro, una nel cantone destro del capo e l'altra nel cantone sinistro della punta, e da tre crescenti montanti dello stesso, ordinati in palo, quello centrale attraversante sulla fascia (citato in (15)) |
|        | Bertolini (Cuorgnè) Titolo: consignori di Cesnola, Salto e Priacco D'oro, al pino nutrito sulla pianura, sinistrato da un orso ritto, in atto di cogliere le pigne, il tutto al naturale Motto: Hic non hic (citato in (17)) |
|        | Bertolini (la blasonatura non è stata ancora caricata) (citato in UNFE) Immagine nella Biblioteca Estense Universitaria (id. 4347). |
|        | Bertolini Baldelli (Firenze) d'oro, al monte di 6 cime di verde, sormontato da un montone saliente d'argento (citato in GUCA – pag. 370) |
|        | Bertolino alias, meno frequentemente, Bertolini Titolo: conti di Albanne D'argento allo scaglione di rosso, rovesciato, accompagnato in capo da una stella (8) di rosso, in punta da tre gazze di nero (citato in (17), (27), vol. I, p. 270) |
|        | Bertolino (Mondovì) D'oro, al leone coronato di nero (citato in (17)) |
|        | Bertolio e Bertolio de' Perdomi o Bertoglio o Bertoli (Vigone, Torino) Titolo: consignori di Trana Di rosso, alla banda scaccata di tre file, d'argento e d'azzurro, accompagnata da due rose d'argento, bottonate di rosso Motto: Perdomo (citato in (17), (27), vol. I, p. 271) |
|        | Bertolli (Pisa, Livorno) troncato: nel 1º d'azzurro a tre stelle d'oro di 8 raggi ordinate in fascia; nel 2º di rosso al capriolo di nero; alla fascia d'oro sulla troncatura caricata da una quercia al naturale accompagnata ai lati da due leoni affrontati, seduti, linguati di rosso Motto: In Deo fides (citato in (4) – Vol. II pag. 58) Interzato in fascia: nel 1º d'azzurro, a tre stelle a otto (o sei) punte d'oro, ordinate in fascia; nel 2º d'oro, all'albero al naturale movente dalla partizione, accostato da due leoni sedenti affrontati dello stesso; nel 3º di rosso, allo scaglione di nero (citato in (15)) |
|        | Bertolo (Messina, Palermo) d'azzurro, alla fascia di rosso, accompagnata in punta da una stella d'oro ed in capo da una croce di nero, posta tra due rami fioriti di rosso (citato in Mango) |
|        | Bertoloti (Modena) (la blasonatura non è stata ancora caricata) (citato in UNFE) Immagine nella Biblioteca Estense Universitaria (id. 1471). |
|        | Bertolotti (Sassari, Milano) d'azzurro alla campagna di verde, caricata a destra da una torre addestrata da un cavaliere armato impugnante una spada, su una scala appoggiata alla stessa torre, e a sinistra da un oleastro al naturale cimato da tre colombe sui rami (citato in (4) – Vol. II pag. 58 e in DAlena) (Immagine nella Raccolta stemmi Trippini (JPG).) |
|        | Bertolotto o Bertolotti (Torino) Titolo: consignori di Monteu da Po Interzato in fascia, al 1° d'azzurro, all'aquila d'oro, nascente dalla partizione; al 2° bandato d'oro e di rosso; al 3° diviso in scaglione, d'azzurro e di nero, con lo scaglione d'oro sulla partizione Motto: Ab alto in altum alias D'azzurro, alla fascia d'oro, carica di tre bande di rosso, accompagnata in capo da un'aquila coronata, nascente, di nero, cucita, e in punta da uno scaglione d'oro (citato in (17), (27), vol. I, p. 271) |
|        | Bertoluzzo (Torino) D'argento, al ramo di rosaio, fiorito di tre pezzi, al naturale, con il capo d'azzurro, carico di una stella d'oro Motto: Imitari conabor (citato in (17)) |
|        | Bertone (Vittoria) Titolo: barone di Giandilardi, nobile dei baroni di Giandilandri di argento, partito da un filetto di rosso: il primo con la campagna mareggiata d'azzurro, ed un barco, a due vele latine, al naturale nuotante nella partizione; il secondo al cappello all'antica, sormontato da tre stelle di 8 raggi, male ordinate, il tutto di rosso (citato in (4) – Vol. II pag. 59, in (18) e in (29)) Notizie storiche in Famiglie nobili di Sicilia. |
|        | Bertone (Cardinale Tarcisio - Segretario di Stato del Vaticano dal 2006) ... |
|        | Bertone (Chieri) Titolo: consignori di Bruino, Coazze D'oro, a cinque bande d'azzurro (citato in (17)) |
|        | Bertone (Cherasco) Titolo: consignori di Torricella D'oro, a tre bande d'azzurro (citato in (17)) |
|        | Bertone (Alice) D'argento, alla terza di verde, in fascia, con un pappagallo (al naturale?) fermo sopra la fascia superiore (citato in (17)) |
|        | Bertoni (Parma) destra umana vestita di rosso muovente da una nuvola uscente da sinistra su argento - tenente cuscino di rosso con cappello prelatizio di nero su argento - leone rampante di oro su azzurro (citato in LEOM) |
|        | Bertoni (Cesena) (la blasonatura non è stata ancora caricata) (citato in BLCW) Immagine in Blasone Cesenate. |
|        | Bertoraglia (Compiano) (la blasonatura non è stata ancora caricata) (citato in DAlena) |
|        | Bertotto (Chioggia) (la blasonatura non è stata ancora caricata) (citato in Araldica gentilizia (archiviato dall'url originale il 19 marzo 2005).) |
|        | Bertozzi (Cesena) (la blasonatura non è stata ancora caricata) (citato in BLCW) Immagine in Blasone Cesenate. |
|        | Bertrand o Beltrandi (Barcellonnette) Titolo: consignori di Berra, Castelnuovo, Entraunes, Ilonza, Toetto Scarena D'oro, allo scaglione d'azzurro accompagnato da tre rose di rosso (citato in (17)) |
|        | Bertrandi o Bertrand o Beltrandi (Val Susa) Titolo: signori di Bruzolo, Chianocco, San Didero, San Giorio di Susa, Villar Focchiardo D'oro, al leone di nero (arma antica) alias D'oro, al leone di nero, coronato, armato e linguato di rosso Motto: Sapient et confident - Simpliciter et confidenter (citato in (17)) |
|        | Bertrando (Molise) (la blasonatura non è stata ancora caricata) (citato in DAlena) |
|        | Bertrandus (Francia) (la blasonatura non è stata ancora caricata) (citato in UNFE) Immagine nella Biblioteca Estense Universitaria (id. 5364). |
|        | Bertucci (Roma) Titolo: Conti del Sacro Romano Impero troncato: 1º d'azzurro alla bertuccia seduta a diritta in maestà con melo d'oro in mano, fogliato di verde verso la bocca; accompagnata in capo da tre stelle d'oro di 8 disposte in fascia; 2º d'azzurro a 3 sbarre d'oro Cimiero: la bertuccia in maestà Motti: Diu delibera - Frangar non flectar (citato in (4) – Vol. II pag. 59) |
|        | Bertucci (Pistoia) Di nero, alla fascia d'argento accompagnata da due crescenti montanti dello stesso, 1.1 (citato in (15)) |
|        | Bertucci (Compiano) Titolo: Signori di Parma (la blasonatura non è stata ancora caricata) (citato in DAlena) |
|        | Bertucci (Borgo Val di Taro) Titolo: Conti del Sacro Romano Impero e di Val di Taro, signori di Firenze fascia abbassata sostenente scaglione di oro su azzurro - 3 stelle (6 raggi) di oro poste 2,1 su azzurro - giglio di oro su rosso in capo (citato in LEOM) |
|        | Bertucci (Cesena) Titolo: Signori di Forlì, Ravenna, Roncofreddo, Sarsina (la blasonatura non è stata ancora caricata) (citato in BLCW) Immagine in Blasone Cesenate. |
|        | Bertucci (Bologna) Titolo: Signori di Monte Donato, Paderno, Rigosa, Sabbiuno di Montagna, San Nicolò di Villola, San Sisto (la blasonatura non è stata ancora caricata) (citato in UNFE) Immagine nella Biblioteca Estense Universitaria (id. 4933). |
|        | Bertuccio (Messina) d'azzurro, alla bertuccia rampante d'oro (citato in GUCA – pag. 478 e in DAlena) d'azzurro, alla scimia rampante d'oro (citato in Mango) |
|        | Bertuccioli (Cesena) (la blasonatura non è stata ancora caricata) (citato in BLCW) Immagine in Blasone Cesenate. |
|        | Bertuzzi (Modena, Ferrara) (la blasonatura non è stata ancora caricata) (citato in UNFE) Immagine nella Biblioteca Estense Universitaria (id. 653 e id. 1342). |
|        | Bertuzzi (Bologna) (la blasonatura non è stata ancora caricata) (citato in UNFE) Immagine nella Biblioteca Estense Universitaria (id. 3688). |
|        | Bertuzzi (Bologna) (la blasonatura non è stata ancora caricata) (citato in UNFE) Immagine nella Biblioteca Estense Universitaria (id. 4394). |

### Beru
| Stemma | Casato e blasonatura                                                                |
| ------ | ----------------------------------------------------------------------------------- |
|        | Berucci (Pisa) Di rosso, al leone di nero tenente un ramo di verde (citato in (15)) |

### Berz
| Stemma | Casato e blasonatura |
| ------ | --- |
|        | Berzetti (Vercelli, Torino) Titoli: Marchese di Mulazzano, consignori di Balocco, Buronzo e Bastia troncato di nero e d'argento al leone dell'uno nell'altro Cimiero: leone di argento, armato e linguato di rosso Motto: Divo Jove auctore, sequimur acta patrum (citato in (4) – Vol. II pag. 60 e in (17)) |
|        | Berzighelli (Pisa, Firenze) Troncato: nel 1º d'argento, allo scaglione scorciato d'azzurro; nel 2º d'argento, a due sbarre di rosso alias Troncato: nel 1º d'argento, allo scaglione scorciato d'azzurro; nel 2º d'argento, a due sbarre di rosso; con il capo di Pisa (citato in (15))                       |
|        | Berzio (Pavia) d'argento, a cinque alberi di verde posti in ventaglio moventi da un fuoco di rosso sopra una terrazza del secondo; col capo d'oro all'aquila di nero, coronata del campo (citato in (4) – Vol. II pag. 61)                                                                                    |